# Álvaro del Portillo
Álvaro del Portillo, of Álvaro del Portillo y Diez de Sollano (11 maart 1914 – 23 maart 1994) was een Spaanse ingenieur en bisschop van de Rooms-Katholieke Kerk. Hij was de leider van het Opus Dei van 1982 tot 1994. Hij werd door paus Benedictus XVI op 28 juni 2012 eerbiedwaardig verklaard. Op 5 juli 2013 tekende paus Franciscus een decreet van de Congregatie voor de Heilig- en Zaligsprekingsprocessen, waarin de wonderbaarlijke genezing op voorspraak van de Eerbiedwaardige Álvaro del Portillo van een Chileense jongen wordt erkend. Dit wonder maakte de weg vrij voor zijn zaligverklaring op 27 september 2014 in Madrid.

## Leven
Hij werd in Madrid geboren. Hij studeerde civiele techniek en na het behalen van zijn ingenieurstitel aan de Universiteit van Madrid gaf hij aldaar les aan de faculteit voor civiele techniek. Hij werkte korte tijd voor het ministerie voor Snelwegen en Bruggen in de provincies rond de rivieren Júcar, Duero en Ebro.
In 1935 werd hij lid van het Opus Dei en werd op 25 juni 1944 priester gewijd. Hij zette zijn studies voort en behaalde de doctoraten filosofie en letteren en ook kerkelijk recht. Daarna wijdde hij zich uitsluitend aan het pastoraat en het leiden van het Opus Dei als haar secretaris generaal. Gedurende het pontificaat van paus Pius XII (1939-1958) werkte hij voor diverse dicasteries van de Heilige Stoel.
In 1963 werd hij door paus Johannes XXIII benoemd tot consultor van de pauselijk commissie voor de herziening van het wetboek van Canoniek recht. Paus Paulus VI benoemde hem tot consultor van diverse postconciliaire commissies. Op 15 september 1975 wordt hij, na het overlijden van de heilige Jozefmaria Escrivá, gekozen tot zijn opvolger in het bestuur van het Opus Dei. Als het Opus Dei op 28 november 1982 een personele prelatuur wordt, benoemt paus Johannes Paulus II hem tot prelaat van het Opus Dei en op 6 januari 1991 wijdt de paus hem bisschop.
Hij heeft gepubliceerd over pastorale en kerkelijk aangelegenheden, waaronder over de rol van de lekengelovigen in de Rooms-Katholieke Kerk, de menselijke kant van de priesterlijke vorming, de dynamiek en functionaliteit van pastorale structuren. Als prelaat was hij ook grootkanselier van de Universiteit van Piura in Peru, de Universiteit van Navarra in Pamplona in Spanje en de Pauselijke universiteit van het Heilig Kruis in Rome.
Kort na zijn tachtigste verjaardag keerde hij van een pelgrimage naar het Heilige Land terug naar Rome. Hij stierf kort erna op 23 maart 1994.

## Verering
Bij zijn dood noemde paus Johannes Paulus II del Portillo’s “ijverig priesterlijke en bisschoppelijk leven, zijn voorbeeld dat hij gaf van kracht en van vertrouwen op de goddelijke voorzienigheid en zijn trouw aan de Zetel van Petrus”.
De toenmalige kardinaal Joseph Ratzinger verwees naar del Portillo’s “bescheidenheid en beschikbaarheid onder elke omstandigheid,” voor zijn werk aan de Congregatie voor de Geloofsleer, die del Portillo “op een buitengewone wijze verrijkte met zijn competentie een ervaring.”
Op 6 december 2002 gaf bisschop Javier Echevarria Rodriguez, prelaat van het Opus Dei, opdracht om het onderzoek voor het heiligverklaringsproces te starten.
In 2004 zei de kardinaal-vicaris van Rome, kardinaal Camillo Ruini dat bisschop Alvaro del Portillo “een voorbeeld van trouw was in het volgen van de geest van heiliging van het werk en het dagelijkse leven, een spiritualiteit die hij uit eerste hand leerde van de heilige Jozefmaria.”
Op 28 juni 2012 tekende paus Paus Benedictus XVI een decreet waarin de “heldhaftige deugden” erkend worden van Alvaro del Portillo, een belangrijke stap in het heiligverklaringsproces, waardoor de dienaar Gods Alvaro del Portillo met de titel Eerbiedwaardige mocht worden aangeduid. Voor dit proces werden 133 getuigen gehoord, waaronder 19 kardinalen, 12 bisschoppen of aartsbisschoppen. Van deze groep getuigen waren er 62 lid van de prelatuur van het Opus Dei, 71 behoorden er niet toe. De documentatie die het Vaticaan ter bestudering kreeg toegestuurd over het leven van de Alvaro del Portillo bestond uit 2.530 pagina’s.
Op 5 juli 2013 tekende paus Franciscus een decreet van de Congregatie voor de Heilig- en Zaligsprekingsprocessen, waarin de wonderbaarlijke genezing op voorspraak van de eerbiedwaardige Álvaro del Portillo van een Chileense jongen wordt erkend. Dit wonder maakte de weg vrij voor zijn zaligverklaring op 27 september 2014 in Madrid. Indien daarna nog een wonder wordt erkend, staat de weg open voor een heiligverklaring.

## Bijdragen aan het Tweede Vaticaans Concilie
Tijdens het Tweede Vaticaans Concilie bekleedde Alvaro del Portillo diverse functies:
- 2 mei 1959: benoeming tot consultor van de congregatie van het concilie;
- 10 augustus 1959: benoeming tot voorzitter van de zevende interne commissie De laicatu catholico;
- benoemd tot lid van de pre-voorbereidingscommissie over de staat van perfectie;
- 12 augustus 1959: gekozen tot lid van de derde commissie van de congregatie van het concilie belast met de studie van peculiaria nostrae aetatis apostolatus media;
- 4 oktober 1962: benoemd tot conciliair peritus;
- 4 november 1962: benoemd tot peritus van de commissies voor de bisschoppen en het bestuur van bisdommen, de religieuzen en de geloofsleer.
- 29 september – december 1963: Tijdens het concilie coördineerde Alvaro del Portillo als secretaris het werk van de leden van de commissie voor de clerus en het volk Gods, wat later werd verwoord in het conciliaire decreet Presbyterorum Ordinis.

## Werken
- Fieles y Laicos en la Iglesia (1969); Engelse vertaling: Faithful and laity in the Church
- Escritos sobre el sacerdocio (1970); Engelse vertaling: On the Priesthood
- Descubrimientos y exploraciones en las costas de California, 1532-1650 (1982)
- Estudios sobre Camino (1988)
- Una vida para Dios: Reflexiones en torno a la figura de Monseñor Josemaría Escrivá de Balaguer (1992)
- Entrevista sobre el fundador del Opus Dei (1993)